# اچ‌ام‌اس یونیون (۱۷۵۶)
اچ‌ام‌اس یونیون (۱۷۵۶) (به انگلیسی: HMS Union (1756)) یک کشتی بود که طول آن ۱۷۱ فوت (۵۲٫۱ متر) بود. این کشتی در سال ۱۷۵۶ ساخته شد.